# Terry Sykes
Terry Sykes (Colfax, 5 aprile 1956) è un ex cestista statunitense, professionista in Italia.

## Carriera
Venne selezionato dai Washington Bullets al secondo giro del Draft NBA 1978 (37ª scelta assoluta).

## Palmarès
- Campionato olandese: 1

EBBC Den Bosch: 1983-84